# Colosseo (estación)
Colosseo es una estación de la línea B del Metro de Roma. Se encuentra en la via del Colosseo, en el rione Monti.
En el atrio de la estación se exhiben mosaicos de los Premios Artemetro Roma Pietro Dorazio de Italia, Kenneth Noland (Estados Unidos) y Emil Schumacher (Alemania).
En su entorno se encuentra el Coliseo y el Arco de Constantino (saliendo por la puerta principal), la Domus Aurea, el Foro Romano y los Foros imperiales (en los que se incluyen los de Augusto, Julio César, Nerva y Trajano) la Basílica de Majencio, la Plaza del Campidoglio, los Museos Capitolinos y la Cordonata Capitolina (en la Colina homónima), y la Plaza Venezia. En arquitectura religiosa, próximos a la estación se encuentran las basílicas de San Pietro in Vincoli, Santo Stefano Rotondo, San Juan y San Pablo, Cuatro Santos Coronados y San Clemente de Letrán.

## Historia
La estación fue diseñada, igual que el primer tramo de la línea B, para dar una rápida conexión entre la estación Termini, en el centro de la ciudad, y el nuevo distrito llamado E42 (actualmente EUR), donde iba a tener lugar la Exposición Universal de 1942. Sin embargo, el evento nunca se realizó debido a la entrada de Italia a la Segunda Guerra Mundial.

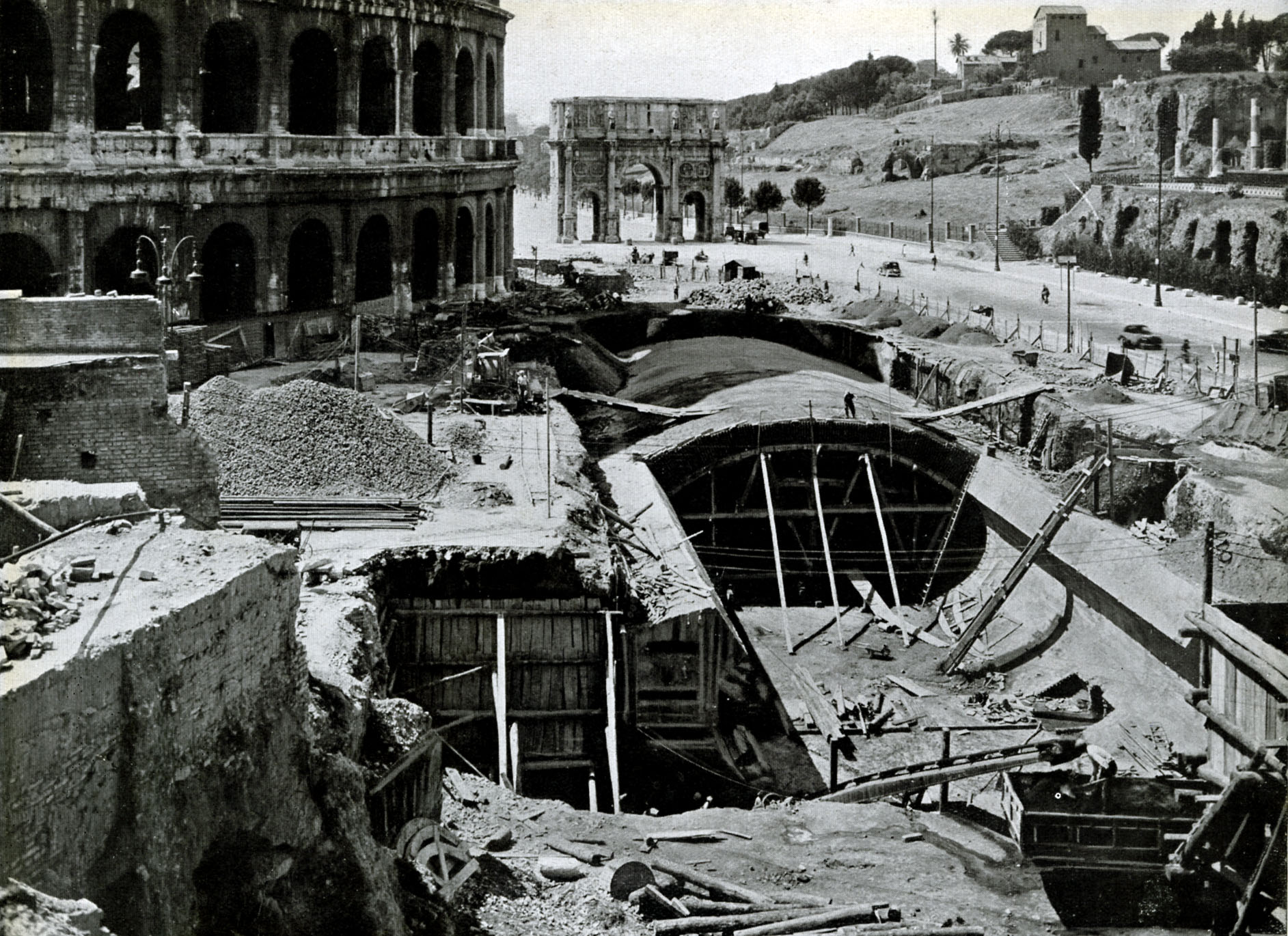
Trabajos cerca del Coliseo para la construcción de la estación. Al fondo, se aprecia el Arco de Constantino.
Fotografía, 1939-1940.

Los trabajos del metro se retrasaron hasta 1948, a la vez que el barrio de EUR cambiaba rápidamente su apariencia, convirtiéndose en un exitoso distrito financiero. Finalmente, la estación fue inaugurada el 9 de febrero de 1955 por el presidente Luigi Einaudi junto al cardenal vicario de Roma Clemente Micara. Al día siguiente se abrió al público.
Se tiene planeado que, en un futuro, Colosseo permita realizar combinación con la línea C. Los trabajos comenzaron el 15 de abril de 2013 y se tiene proyectado completarlos en 2020.